# Mas Aguilar (Navarcles)
El Mas Aguilar és un edifici del municipi de Navarcles (Bages) protegit com a bé cultural d'interès local. El mas, construït al voltant de 1500, és el resultat de la fusió de tres masos anteriors: el mas Puget, el mas Maurell i el mas Torra. A finals del XVII va passar de mans dels Aguilar a mans d'un hisendat de Moià (Baltasar Carner) i més endavant a la família Ubach i Balasch de Rubí. Des del segle xvii fou habitat per masovers. Fins a 1932, al davant de la casa hi havia, un gran pati amb els coberts i tines pertinents. A partir d'aquesta data l'ajuntament comprà el pati per a construir la plaça actual, en el moment d'urbanització de la zona. L'edifici fou comprat per l'ajuntament, passant a ésser seu d'un ambulatori i d'una acadèmia.
És un edifici de planta rectangular de tres pisos i coberta a doble vessant amb el carener perpendicular a la façana principal. L'accés als baixos es fa per un gran portal de mig punt adovellat i amb carreus de pedra picada. El dintell del portal ens indica que la casa fou construïda el 1500. Hom hi pot veure també altres portes secundàries d'època recent. El primer pis, originàriament dedicat a habitatge, té quatre finestres de llinda que donen a la plaça, la principal la que hi ha damunt el portal. Les quatre finestres del segon pis, també de pedra picada, són més petites que la resta.